# V4l
Video4Linux (v4l) - Прикладний програмний інтерфейс захоплення відео для Linux. Video4Linux тісно інтегрується з ядром Linux.
Підтримка v4l з'явилася наприкінці циклу розвитку ядра Linux 2.1.X. Підтримується велика кількість вебкамер і відео пристроїв - плат відео-захоплення, ТБ-тюнерів, плат прийому DVB.
V4L був названий за аналогією з Video For Windows (який іноді скорочено «V4W»), але технічно не пов'язаний з ним.

## V4L2
Поява інтерфейсу Video4Linux2 почалася з 2.5.Х ядер Linux. Були виправлені деякі помилки першого інтерфейсу.
Video4Linux2 підтримує режим сумісності для Video4Linux1 додатків, але практично, підтримка може бути неповною, і рекомендується використовувати V4L2 пристрої в режимі V4L2.
У деяких програмах підтримується звернення до Video4Linux2 по MRL (Media resource locator) v4l2://

## Програми, що підтримують V4L
- AMSN
- Ekiga
- EffecTV
- Flash Player since 9.0.31.0 (Adobe, Linux Version) [Архівовано 9 лютого 2011 у Wayback Machine.]
- FreeJ
- GStreamer
- Kdetv
- Motion (webcam software)
- MPlayer
- MythTV
- Skype
- Tvtime
- VidSplit
- VLC media player
- Vloopbac
- Xawtv
- Zapping
- tvtime [Архівовано 17 березня 2011 у Wayback Machine.]